# Jollas armatus
Jollas armatus là một loài nhện trong họ Salticidae.
Loài này thuộc chi Jollas. Jollas armatus được Elizabeth Bangs Bryant miêu tả năm 1943.